# Mușchi (plantă)

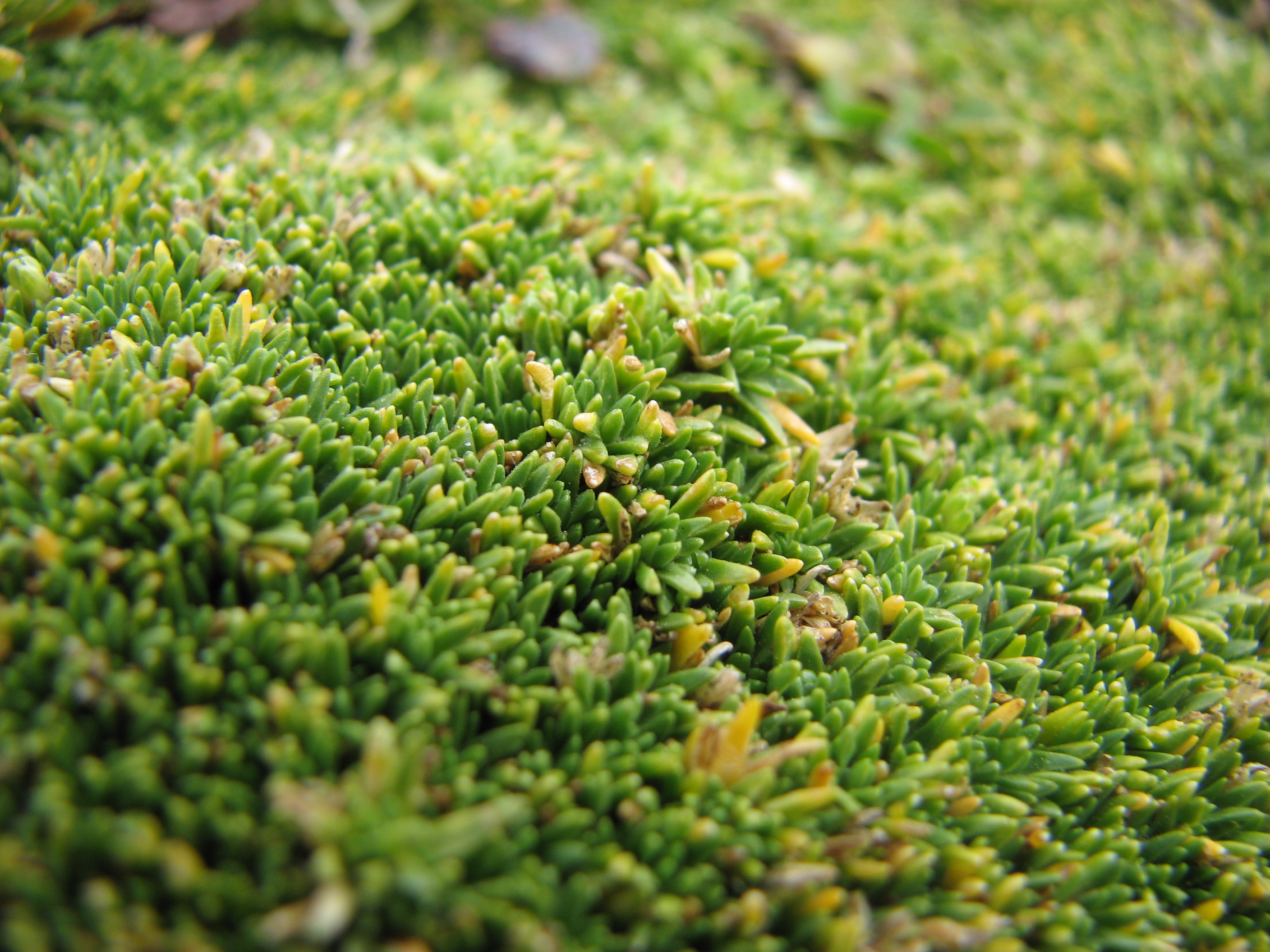
Covor de mușchi în Munții Bucegi

Mușchii sau briofitele, sunt plante inferioare din încrengătura Bryophyta, care cuprind aproximativ 12.000 de specii. Ei sunt răspândiți pe tot globul, începând cu zonele calde și ploioase tot timpul anului, cum este zona ecuatorială și sfârșind cu zonele caracterizate prin temperaturi extrem de scăzute, cum sunt zonele polare. În toate zonele climatice ei preferă biotopurile umede.

## Caractere generale ale Subregnului Bryophita
- Mușchii au corpul vegetativ lipsit de vase conducătoare adevărate, numit tal cormoid .
- Organele de reproducere sexuată, anteridia și arhegonul, sunt pluricelulare, iar ciclul vital este haplodiplofazic numit hapogetic.

Mușchii au corp alcătuit din două generații subordonate: gametofitul dominant (mușchiul propriu zis) și sporofitul mărunt.

## Mușchii inferiori
Mușchii inferiori mai păstrează multe caractere specifice algelor. Corpul vegetativ, este un tal lamelar care se fixează în sol cu ajutorul rizoizilor monocelulari. Superioritatea față de alge o dovedește prezența epidermei la suprafața talului, a țesuturilor parenchimatice, cu rol asimilator și de depozitare. Din mușchii inferiori face parte Fierea pământului (Marchantia polymorpha) care trăiește în locurile permanent

## Mușchii superiori
Mușchii superiori au corpul vegetativ - un tal cormoid, format din tulpiniță, frunzulițe și rizoizi pluricelulari, care sunt analoage cu organele vegetative ale plantelor vasculare. Exemplu este Mușchiul de pământ (Politrichum commune).
Înmulțirea mușchilor se face asexuat prin spori și sexuat prin celula ou sau zigot.

## Importanța mușchilor
- Mușchii sporesc pătura de humus de pe stânci;
- Protejează solul împotriva eroziunii;
- Turba, care se formează în locurile mlăștinoase din resturi parțial descompuse ale mușchiului de turbă (Sphagnum), este utilizată ca îngrășământ organic, combustibil, material izolant.

## Caracterele care deosebesc briofitele de plantele vasculare
- lipsa țesutului conducător[necesită citare]
- structură simplă a corpului, talofite evoluate[necesită citare]